# Kajmany na Island Games 2009
Reprezentacja Kajmanów na Island Games 2009 na Wyspach Alandzkich (Finlandia) liczyła osiemdziesięciu zawodników obojga płci (dwadzieścia pięć kobiet i pięćdziesięciu pięciu mężczyzn). Uczestniczyli oni w siedmiu dyscyplinach sportowych – golfie, koszykówce, lekkoatletyce, pływaniu, siatkówce, strzelectwie oraz tenisie.
Jest to szósty występ reprezentacji Kajmanów na Island Games. Po raz pierwszy pojawiła się ona w roku 1999, kiedy impreza odbywała się na Gotlandii i od tamtej pory jest nieprzerwanie jej uczestnikiem.

## Zdobyte medale
| Medal  | Zawodnik                                                | Dyscyplina    | Konkurencja           |
| ------ | ------------------------------------------------------- | ------------- | --------------------- |
| Złoto  | Wallace Little                                          | Lekkoatletyka | Bieg na 100 metrów    |
| Złoto  | Robert Ibeh                                             | Lekkoatletyka | Bieg na 200 metrów    |
| Złoto  | Maxwell Hyman Wallace Little Steven Reid Joseph Suberan | Lekkoatletyka | Sztafeta 4 × 100 m    |
| Złoto  | Junior Hines                                            | Lekkoatletyka | 400 m przez płotki    |
| Złoto  | Perry Anglin                                            | Lekkoatletyka | Skok wzwyż            |
| Złoto  | Ashleigh Nalty                                          | Lekkoatletyka | Skok wzwyż            |
| Złoto  | Eduardo Torres                                          | Tenis         | Singiel               |
| Srebro | Alexandra Terry                                         | Lekkoatletyka | Rzut dyskiem          |
| Srebro | Michael Letterlough                                     | Lekkoatletyka | Rzut młotem           |
| Srebro | Omar Wright                                             | Lekkoatletyka | Skok wzwyż            |
| Srebro | David Berry Mica Koll Eduardo Torres Warren Urquhart    | Tenis         | Drużynowo             |
| Brąz   | Steven Reid                                             | Lekkoatletyka | Bieg na 100 metrów    |
| Brąz   | Samantha Widmer                                         | Golf          | Indywidualnie         |
| Brąz   | Robert Harris Edison Mclean Kevin Schirn                | Strzelectwo   | Strzelectwo drużynowo |

## Reprezentanci

### Golf
Kajmany wystawiły piątkę golfistów na Island Games 2009. Jedyną panią spośród wszystkich była Samantha Widmer, która w indywidualnej klasyfikacji kobiet zdobyła trzecie miejsce, a tym samym brązowy medal. Pozostali reprezentanci, mężczyźni nie odnotowali bardzo dobrych wyników. Najlepszym okazał się być Jonathon Widmer, który w klasyfikacji indywidualnej zajął siódmą pozycję. Robert Chilman zajął miejsce 31., Tracy Moore 44., a Robert Woods 49. na 74 lokaty.
Mężczyźni wzięli udział w zawodach drużynowych i zajęli dziewiątą na dziewiętnaście pozycji.
Golfiści indywidualnie
| Poz.   | Zawodnik        | 1. r. | 2. r. | 3. r. | 4. r. | Suma | Medal |
| ------ | --------------- | ----- | ----- | ----- | ----- | ---- | ----- |
| 3./44  | Samantha Widmer | 75    | 75    | 80    | 74    | 304  |       |
| 7./74  | Jonathon Widmer | 76    | 73    | 76    | 68    | 293  |       |
| 31./74 | Robert Chilman  | 86    | 73    | 79    | 79    | 317  |       |
| 44./74 | Tracy Moore     | 84    | 82    | 86    | 86    | 338  |       |
| 49./74 | Robert Woods    | 87    | 84    | 89    | 85    | 345  |       |

Golfiści drużynowo
| Poz.  | Zawodnik        | 1. r. | 2. r. | 3. r. | 4. r. | Suma | Medal |
| ----- | --------------- | ----- | ----- | ----- | ----- | ---- | ----- |
| 9./19 | Robert Chilman  | 246   | 228   | 241   | 233   | 948  |       |
| 9./19 | Tracy Moore     | 246   | 228   | 241   | 233   | 948  |       |
| 9./19 | Jonathon Widmer | 246   | 228   | 241   | 233   | 948  |       |
| 9./19 | Robert Woods    | 246   | 228   | 241   | 233   | 948  |       |

### Koszykówka
Kajmany wystawiły męską reprezentację koszykarską składającą się z piętnastu osób. Drużyna przedostała się przez kwalifikacje, a następnie w fazie grupowej nie przegrała żadnego meczu i dostała możliwość gry w meczu o brązowy medal, który przegrała 73:63, przez co uzyskała czwartą lokatę i nie stanęła na podium.

#### Tabele i mecze
| Grupa B | Grupa B | Grupa B | Grupa B   | Grupa B | Grupa B  | Grupa B | Grupa B |
| Drużyna | Mecze   | Wygrane | Przegrane | Kosze   | Kosze    | Kosze   | Punkty  |
| Drużyna | Mecze   | Wygrane | Przegrane | Rzucone | Stracone | Różnica | Punkty  |
| ------- | ------- | ------- | --------- | ------- | -------- | ------- | ------- |
| Bermudy | 2       | 2       | 0         | 182     | 104      | 78      | 4       |
| Kajmany | 2       | 1       | 1         | 181     | 111      | 70      | 3       |
| Jersey  | 2       | 0       | 2         | 62      | 210      | -148    | 2       |

28 czerwca 2009
16:45
| Bermudy | 82:71 | Kajmany |

| Eckeröhallen, Eckerö |

30 czerwca 2009
14:30
| Kajmany | 110:29 | Jersey |

| Eckeröhallen, Eckerö |

| Grupa 2   | Grupa 2 | Grupa 2 | Grupa 2   | Grupa 2 | Grupa 2  | Grupa 2 | Grupa 2 |
| Drużyna   | Mecze   | Wygrane | Przegrane | Kosze   | Kosze    | Kosze   | Punkty  |
| Drużyna   | Mecze   | Wygrane | Przegrane | Rzucone | Stracone | Różnica | Punkty  |
| --------- | ------- | ------- | --------- | ------- | -------- | ------- | ------- |
| Kajmany   | 2       | 2       | 0         | 175     | 143      | 32      | 4       |
| Sarema    | 2       | 1       | 1         | 149     | 120      | 29      | 3       |
| Gibraltar | 2       | 0       | 2         | 119     | 180      | -61     | 2       |

2 lipca 2009
19:00
| Kajmany | 95:79 | Gibraltar |

| Eckeröhallen, Eckerö |

3 lipca 2009
16:45
| Sarema | 64:80 | Kajmany |

| Eckeröhallen, Eckerö |

4 lipca 2009
10:00
| Mecz o brązowy medal |       |         |
| Rodos                | 73:63 | Kajmany |

| Eckeröhallen, Eckerö |

### Lekkoatletyka
Kajmany były bardzo licznie reprezentowane w lekkoatletyce. W dyscyplinie tej wystąpiło trzynastu sportowców (trzy kobiety i dziesięciu mężczyzn).

#### Biegi
Trzy osoby wystąpiły w biegu na 100 metrów – jedna kobieta i dwóch mężczyzn. Chantelle Morrison pobiegła bardzo dobrze w serii eliminacyjnej, zajmując drugie miejsce, a w półfinałach jeszcze lepiej – pierwsze, jednak nie mogła wystartować w biegu finałowym. Najlepszym mężczyzną w biegu na 100 metrów był Wallace Little, który zdobył złoty medal. Na podium znalazł się też drugi zawodnik z tego kraju, Steven Reid – zajął trzecie miejsce.
Dwóch biegaczy wystąpiło także w biegu na 200 metrów. Robert Ibeh był zarówno pierwszy w kwalifikacjach, jak i w biegu finałowym, czym zapewnił sobie złoty medal. Jego rodak, Joseph Suberan, pomimo drugiego miejsca w półfinale, nie ukończył biegu finałowego.
Dwóch reprezentantów Kajmanów pojawiło się też w biegu przez płotki na 400 metrów. Junior Hines przeszedł eliminacje na pierwszym miejscu, by następnie zająć to samo miejsce w biegu finałowym i wywalczyć kolejny medal w lekkoatletyce dla Kajmanów. Drugi z biegaczy, Maxwell Hyman zajął trzecie miejsce w eliminacjach, co nie pozwoliło mu na start w biegu finałowym.
Kajmany wystąpiły także w sztafecie 4 × 100 metrów, gdzie zawodnikom udało się wywalczyć złoty medal. W skład drużyny wchodzili: Maxwell Hyman, Wallace Little, Steven Reid oraz Joseph Suberan. Reprezentanci Kajmanów dostali się także do finału sztafety 4 × 400 m, jednak nie wzięli udziału w biegu finałowym. Skład różnił się od 4 × 100 m jedynie jednym zawodnikiem, zamiast Josepha Suberana biegał Junior Hines.
Biegacze indywidualnie
| Zawodnik           | Konkurencja                | Eliminacje | Eliminacje | 1/2 Finału | 1/2 Finału | Finał         | Finał         | Medal |
| Zawodnik           | Konkurencja                | Wynik      | Pozycja    | Wynik      | Pozycja    | Wynik         | Pozycja       | Medal |
| ------------------ | -------------------------- | ---------- | ---------- | ---------- | ---------- | ------------- | ------------- | ----- |
| Wallace Little     | Bieg na 100 m              | 11.04      | 1./6       | 10.88      | 1./6       | 10.73         | 1./6          |       |
| Steven Reid        | Bieg na 100 m              | 11.64      | 1./6       | 10.91      | 3./6       | 10.84         | 3./6          |       |
| Chantelle Morrison | Bieg na 100 m              | 13.10      | 2./6       | 12.39      | 1./6       | DNS           | DNS           |       |
| Robert Ibeh        | Bieg na 200 m              | 22.67      | 1./5       | 21.57      | 1./6       | 21.60         | 1./6          |       |
| Joseph Suberan     | Bieg na 200 m              | 22.19      | 1./6       | 22.06      | 2./6       | DNF           | DNF           |       |
| Junior Hines       | Bieg na 400 m przez płotki | 54.47      | 1./5       | –          | –          | 52.67         | 1./6          |       |
| Maxwell Hyman      | 400 m przez płotki         | 58.83      | 3./5       | –          | –          | nie awansował | nie awansował |       |

Biegacze drużynowo
| Zawodnicy      | Konkurencja        | Eliminacje | Eliminacje | Finał | Finał   | Medal |
| Zawodnicy      | Konkurencja        | Wynik      | Pozycja    | Wynik | Pozycja | Medal |
| -------------- | ------------------ | ---------- | ---------- | ----- | ------- | ----- |
| Maxwell Hyman  | Sztafeta 4 x 100 m | 41.84      | 1./6       | 42.12 | 1./6    |       |
| Wallace Little | Sztafeta 4 x 100 m | 41.84      | 1./6       | 42.12 | 1./6    |       |
| Steven Reid    | Sztafeta 4 x 100 m | 41.84      | 1./6       | 42.12 | 1./6    |       |
| Joseph Suberan | Sztafeta 4 x 100 m | 41.84      | 1./6       | 42.12 | 1./6    |       |
| Junior Hines   | Sztafeta 4 x 400 m | 3.28.53    | 2./5       | DNS   | DNS     |       |
| Maxwell Hyman  | Sztafeta 4 x 400 m | 3.28.53    | 2./5       | DNS   | DNS     |       |
| Wallace Little | Sztafeta 4 x 400 m | 3.28.53    | 2./5       | DNS   | DNS     |       |
| Steven Reid    | Sztafeta 4 x 400 m | 3.28.53    | 2./5       | DNS   | DNS     |       |

#### Pozostałe konkurencje
W rzucie dyskiem Kajmany reprezentowały dwie osoby – kobieta i mężczyzna. Alexandra Terry zdobyła srebrny medal w kategorii kobiet, dając się jedynie wyprzedzić przez Kathryn Rothwell z Jersey. Drugim reprezentantem był Shane Evans, który zajął 9./11 miejsc.
Kajmany były też reprezentowane przez jednego zawodnika w rzucie młotem. Był to Michael Letterlough, który zajął drugie miejsce, zdobywając tym samym srebrny medal.
Shine Evans reprezentował Kajmany jeszcze w dwóch konkurencjach – rzucie oszczepem oraz pchnięciu kulą. Zarówno w jednej, jak i drugiej zdobył szóste miejsce na osiem i dziewięć pozycji.
| Zawodnik            | Konkurencja    | Finał | Finał   | Medal |
| Zawodnik            | Konkurencja    | Wynik | Pozycja | Medal |
| ------------------- | -------------- | ----- | ------- | ----- |
| Alexandra Terry     | Rzut dyskiem   | 39.33 | 2./10   |       |
| Shane Evans         | Rzut dyskiem   | 37.32 | 9./11   |       |
| Michael Letterlough | Rzut młotem    | 57.78 | 2./12   |       |
| Shane Evans         | Rzut oszczepem | 49.21 | 6./8    |       |
| Shane Evans         | Pchnięcie kulą | 13.34 | 6./9    |       |

Kajmany były reprezentowane przez trzy osoby w skoku wzwyż – jedną kobietę i dwóch mężczyzn. Ashleigh Nalty zdobyła złoty medal w konkurencji dla pań. Mężczyźni zdobyli dwie najwyższe lokaty – złoto dla Perry'ego Anglina i srebro dla Omara Wrighta.
Kajmany były też reprezentowane w skoku w dal przez dwoje zawodników – kobietę i mężczyznę. Ponownie startowała Ashleigh Nalty, która tym razem znalazła się poza podium, na miejscu czwartym, zaś Junior Hines, zdobywca złotego medalu w biegu przez płotki na 400 metrów, zajął ostatnią pozycję.
| Zawodnik       | Konkurencja | Eliminacje | Eliminacje | Finał | Finał   | Medal |
| Zawodnik       | Konkurencja | Wynik      | Pozycja    | Wynik | Pozycja | Medal |
| -------------- | ----------- | ---------- | ---------- | ----- | ------- | ----- |
| Ashleigh Nalty | Skok wzwyż  | –          | –          | 1.71  | 1./12   |       |
| Perry Anglin   | Skok wzwyż  | –          | –          | 2.07  | 1./10   |       |
| Omar Wright    | Skok wzwyż  | –          | –          | 2.05  | 2./10   |       |
| Ashleigh Nalty | Skok w dal  | 4.91       | 9./18      | 5.12  | 4./12   |       |
| Junior Hines   | Skok w dal  | 6.52       | 9./18      | 5.92  | 12./12  |       |

### pływanie
Kajmany miały pięciu reprezentantów – pływaków, trzy kobiety i dwóch mężczyzn. Byli to: Lara Butler, Summer Flowers, Tori Flowers, Seiji Groome oraz Joel Rombough.
Lara Butler wzięła udział w dziesięciu konkurencjach indywidualnych. Nie zdobyła żadnego medalu, a jej najlepszymi wynikami były piąte miejsca w: 100, 200 i 400 m stylem zmiennym oraz 200 m stylem motylkowym.
Summer Flowers poradziła sobie gorzej od swej rodaczki. Wzięła udział w ośmiu konkurencjach i tylko w 800 m stylem dowolnym dostała się do finały, gdzie zajęła ostatnią, ósmą pozycję.
Tori Flowers również nie poradziła sobie najlepiej podczas Island Games 2009. Jej najlepsza pozycją było szóste miejsce w stylu dowolnym na 800 metrów.
Seiji Groome wystąpił w dziewięciu konkurencjach, w dwóch dotarł do finału, a jego najlepszym wynikiem było siódme miejsce w stylu dowolnym na 1500 m.
Joel Rombough brał udział w ośmiu konkurencjach, pięć razy dostając się do finału. Jego najlepszymi wynikami były czwarte miejsca w stylu dowolnym na 1500 m oraz zmiennym na 400 m.
| Pływacy       | Pływacy                 | Pływacy    | Pływacy    | Pływacy       | Pływacy       | Pływacy | Pływacy |
| Zawodnik      | Konkurencja             | Eliminacje | Eliminacje | Finał         | Finał         | Medal   |         |
| Zawodnik      | Konkurencja             | Wynik      | Pozycja    | Wynik         | Pozycja       | Medal   |         |
| ------------- | ----------------------- | ---------- | ---------- | ------------- | ------------- | ------- | ------- |
| Seiji Groome  | 100 m stylem dowolnym   | 56.23      | 17./26     | nie awansował | nie awansował |         |         |
|               | 1500 m stylem dowolnym  | –          | –          | 16:49.30      | 7./8          |         |         |
|               | 50 m stylem motylkowym  | 29.08      | 16./24     | nie awansował | nie awansował |         |         |
|               | 100 m stylem zmiennym   | 1:02.73    | 9./21      | nie awansował | nie awansował |         |         |
|               | 200 m stylem zmiennym   | 2:16.43    | 10./19     | nie awansował | nie awansował |         |         |
|               | 400 m stylem zmiennym   | 4:46.24    | 4./15      | 4:50.97       | 8./8          |         |         |
|               | 100 m żabką             | 1:11.16    | 11./19     | nie awansował | nie awansował |         |         |
| Joel Rombough | 400 m stylem dowolnym   | 4:12.47    | 8./19      | 4:12.63       | 8./8          |         |         |
|               | 1500 m stylem dowolnym  | –          | –          | 16:23.73      | 4./8          |         |         |
|               | 50 m stylem motylkowym  | 27.85      | 9./23      | nie awansował | nie awansował |         |         |
|               | 200 m stylem motylkowym | DNS        | DNS        | nie awansował | nie awansował |         |         |
|               | 100 m stylem zmiennym   | 1:02.20    | 7./21      | 1:02.06       | 7./8          |         |         |
|               | 200 m stylem zmiennym   | 2:11.59    | 3./19      | 2:14.71       | 8./8          |         |         |
|               | 400 m stylem zmiennym   | 4:46.37    | 5./15      | 4:34.72       | 4./8          |         |         |
|               | 200 m żabką             | DNS        | DNS        | nie awansował | nie awansował |         |         |

| Pływaczki      | Pływaczki                | Pływaczki  | Pływaczki  | Pływaczki      | Pływaczki      | Pływaczki | Pływaczki |
| Zawodnik       | Konkurencja              | Eliminacje | Eliminacje | Finał          | Finał          | Medal     |           |
| Zawodnik       | Konkurencja              | Wynik      | Pozycja    | Wynik          | Pozycja        | Medal     |           |
| -------------- | ------------------------ | ---------- | ---------- | -------------- | -------------- | --------- | --------- |
| Lara Butler    | 50 m stylem dowolnym     | 29.00      | 16./29     | nie awansowała | nie awansowała |           |           |
|                | 100 m stylem dowolnym    | DNS        | DNS        | nie awansowała | nie awansowała |           |           |
|                | 50 m stylem grzbietowym  | 33.13      | 13./30     | nie awansowała | nie awansowała |           |           |
|                | 100 m stylem grzbietowym | 1:09.72    | 9./29      | nie awansowała | nie awansowała |           |           |
|                | 200 m stylem grzbietowym | 2:32.38    | 10./22     | nie awansowała | nie awansowała |           |           |
|                | 200 m stylem motylkowym  | 2:33.59    | 5./22      | 2:30.58        | 5./22          |           |           |
|                | 100 m stylem zmiennym    | 1:10.59    | 7./25      | 1:09.06        | 5./8           |           |           |
|                | 200 m stylem zmiennym    | 2:31.21    | 7./20      | 2:29.41        | 5./8           |           |           |
|                | 400 m stylem zmiennym    | 5:15.54    | 7./12      | 5:11.59        | 5./8           |           |           |
|                | 100 m żabką              | DNS        | DNS        | nie awansowała | nie awansowała |           |           |
| Summer Flowers | 100 m stylem dowolnym    | 1:07.76    | 23./28     | nie awansowała | nie awansowała |           |           |
|                | 200 m stylem dowolnym    | 2:21.42    | 16./23     | nie awansowała | nie awansowała |           |           |
|                | 400 m stylem dowolnym    | 4:57.81    | 14./19     | nie awansowała | nie awansowała |           |           |
|                | 800 m stylem dowolnym    | 9:49.69    | 8./8       | 9:46.69        | 8./8           |           |           |
|                | 50 m stylem grzbietowym  | 35.46      | 24./30     | nie awansowała | nie awansowała |           |           |
|                | 100 m stylem grzbietowym | 1:17.15    | 26./29     | nie awansowała | nie awansowała |           |           |
|                | 200 m stylem grzbietowym | 2:45.41    | 18./22     | nie awansowała | nie awansowała |           |           |
|                | 400 m stylem zmiennym    | 5:40.29    | 10./12     | nie awansowała | nie awansowała |           |           |
| Tori Flowers   | 200 m stylem dowolnym    | 2:21.54    | 17./23     | nie awansowała | nie awansowała |           |           |
|                | 400 m stylem dowolnym    | 4:46.61    | 10./19     | 4:43.74        | 8./8           |           |           |
|                | 800 m stylem dowolnym    | 9:36.08    | 6./8       | 9:36.08        | 6./8           |           |           |
|                | 50 m stylem motylkowym   | 42.45      | 21./24     | nie awansowała | nie awansowała |           |           |
|                | 200 m stylem motylkowym  | DNS        | DNS        | nie awansowała | nie awansowała |           |           |
|                | 100 m stylem zmiennym    | 1:19.39    | 17./25     | nie awansowała | nie awansowała |           |           |
|                | 200 m stylem zmiennym    | 2:39.98    | 12./20     | nie awansowała | nie awansowała |           |           |

### Siatkówka
Kajmany wystawiły dwie drużyny siatkarskie – męską i żeńską, z których każda składała się z 15 zawodników/zawodniczek.

#### Drużyna męska
W drużynie męskiej wystąpili: Martin Bodden, Charles Bush, Richard Campbell, Keith Higgins, Cassim Hosein, Keeble Knight, George Miller, Daniel Pattico, Brian Purcell, Kirk Shervin-Rankin, Kevin Solomon oraz Olney Thompson. Drużyna zajęła w fazie grupowej czwarte miejsce, a następnie wygrała mecz o siódme miejsce z reprezentacją Gibraltaru 3-0.

##### Tabele i mecze
| Grupa B         | Grupa B | Grupa B | Grupa B   | Grupa B | Grupa B   | Grupa B  | Grupa B   | Grupa B   | Grupa B   | Grupa B |
| Drużyna         | Mecze   | Wygrane | Przegrane | Sety    | Sety      | Sety     | M. Punkty | M. Punkty | M. Punkty | Punkty  |
| Drużyna         | Mecze   | Wygrane | Przegrane | Wygrane | Przegrane | Stosunek | Zdobyte   | Stracone  | Stosunek  | Punkty  |
| --------------- | ------- | ------- | --------- | ------- | --------- | -------- | --------- | --------- | --------- | ------- |
| Wyspy Alandzkie | 4       | 4       | 0         | 12      | 0         | 12       | 300       | 215       | 1.4       | 8       |
| Gotlandia       | 4       | 3       | 1         | 9       | 3         | 3        | 282       | 232       | 1.22      | 7       |
| Wyspy Owcze     | 4       | 2       | 2         | 6       | 8         | 0.75     | 302       | 306       | 0.99      | 6       |
| Kajmany         | 4       | 1       | 3         | 5       | 9         | 0.56     | 287       | 302       | 0.95      | 5       |
| Guernsey        | 4       | 0       | 4         | 0       | 12        | 0        | 184       | 300       | 0.61      | 4       |

28 czerwca 2009, 20:15
Baltichallen, Mariehamn
|  | Kajmany | 3:0(25:18, 25:16, 25:8) | Guernsey |  |
|  |         | 3:0(25:18, 25:16, 25:8) |          |  |

29 czerwca 2009, 18:00
Baltichallen, Mariehamn
|  | Kajmany | 0:3(15:25, 16:25, 21:25) | Wyspy Alandzkie |  |
|  |         | 0:3(15:25, 16:25, 21:25) |                 |  |

30 czerwca 2009, 11:00
Baltichallen, Mariehamn
|  | Gotlandia | 3:0(25:19, 25:13, 25:19) | Kajmany |  |
|  |           | 3:0(25:19, 25:13, 25:19) |         |  |

30 czerwca 2009, 20:15
Baltichallen, Mariehamn
|  | Wyspy Owcze | 3:2(25:22, 23:25, 18:25, 25:20, 19:17) | Kajmany |  |
|  |             | 3:2(25:22, 23:25, 18:25, 25:20, 19:17) |         |  |

Mecz o 7. miejsce

2 lipca 2009, 20:15
Baltichallen, Mariehamn
|  | Kajmany | 3:0(25:15, 25:17, 25:17) | Gibraltar |  |
|  |         | 3:0(25:15, 25:17, 25:17) |           |  |

#### Drużyna żeńska
W drużynie żeńskiej wystąpiły: Tarasa Barnett, Eleanor Berry, Jennifer Bily, Wanda Brenton, Drew Dhanraj, Tracy Ebanks, Ceta Fuentes, Melanie McLaughlin, Dara Pereira, Meagan Tanner, Nicola Williams oraz Rose Wright. Drużyna zajęła czwarte miejsce w grupie, a następnie przegrała mecz o dziewiąte miejsce i ostatecznie zajęła ósmą lokatę.

##### Tabela i mecze
| Grupa B     | Grupa B | Grupa B | Grupa B   | Grupa B | Grupa B   | Grupa B  | Grupa B   | Grupa B   | Grupa B   | Grupa B |
| Drużyna     | Mecze   | Wygrane | Przegrane | Sety    | Sety      | Sety     | M. Punkty | M. Punkty | M. Punkty | Punkty  |
| Drużyna     | Mecze   | Wygrane | Przegrane | Wygrane | Przegrane | Stosunek | Zdobyte   | Stracone  | Stosunek  | Punkty  |
| ----------- | ------- | ------- | --------- | ------- | --------- | -------- | --------- | --------- | --------- | ------- |
| Wyspy Owcze | 5       | 5       | 0         | 15      | 1         | 15       | 387       | 249       | 1.55      | 10      |
| Minorka     | 5       | 4       | 1         | 13      | 3         | 4.33     | 379       | 301       | 1.26      | 9       |
| Grenlandia  | 5       | 3       | 2         | 9       | 8         | 1.13     | 380       | 375       | 1.01      | 8       |
| Kajmany     | 5       | 2       | 3         | 7       | 10        | 0.7      | 374       | 411       | 0.91      | 7       |
| Gotlandia   | 5       | 1       | 4         | 4       | 13        | 0.31     | 303       | 406       | 0.75      | 6       |
| Jersey      | 5       | 0       | 5         | 2       | 15        | 0.13     | 334       | 415       | 0.8       | 5       |

28 czerwca 2009, 8:45
Baltichallen, Mariehamn
|  | Kajmany | 3:1(25:20, 23:25, 28:26, 25:22) | Gotlandia |  |
|  |         | 3:1(25:20, 23:25, 28:26, 25:22) |           |  |

29 czerwca 2009, 11:00
Baltichallen, Mariehamn
|  | Kajmany | 0:3(20:25, 24:26, 14:25) | Minorka |  |
|  |         | 0:3(20:25, 24:26, 14:25) |         |  |

30 czerwca 2009, 15:30
Baltichallen, Mariehamn
|  | Grenlandia | 3:1(25:16, 29:27, 19:25, 25:23) | Kajmany |  |
|  |            | 3:1(25:16, 29:27, 19:25, 25:23) |         |  |

1 lipca 2009, 18:00
Baltichallen, Mariehamn
|  | Wyspy Owcze | 3:0(25:22, 25:9, 25:19) | Kajmany |  |
|  |             | 3:0(25:22, 25:9, 25:19) |         |  |

2 lipca 2009, 11:00
Baltichallen, Mariehamn
|  | Kajmany | 3:0(28:26, 25:20, 25:23) | Jersey |  |
|  |         | 3:0(28:26, 25:20, 25:23) |        |  |

Mecz o 7. miejsce

2 lipca 2009, 11:00
Baltichallen, Mariehamn
|  | Rodos | 3:2(15:25, 21:25, 25:21, 25:21, 15:10) | Kajmany |  |
|  |       | 3:2(15:25, 21:25, 25:21, 25:21, 15:10) |         |  |

### Tenis
W tenisie Kajmany reprezentowało ośmiu sportowców – trzy kobiety i pięciu mężczyzn.
Indywidualnie żadna z pań nie odniosła znaczącego sukcesu. Carrol Reid odpadła w swoim pierwszym meczu w 1/32 finału, pokonana przez Rebeccę Edwards 2-0 (1-6, 1-6). Courtney Stafford, również uległa w pierwszym meczu 1/64 finału. Pokonała ją zawodniczka z wyspy Wight 2-0 (1-6, 2-6). Ostatnia, Patricia Villarroel nie umiała również wygrać pierwszego meczu i musiała odpaść w 1/32 finału, przegrawszy 2-0 (2-6, 3-6) z Pią Mattsson (Wyspy Alandzkie).
Panowie indywidualnie spisali się znacznie lepiej, szczególnie Eduardo Torres, który dotarł do finału i tam pokonał Alandczyka Petera Forsströma 2-0 (6-3, 7-5) i zdobył złoty medal. W ten sposób Torres zrewanżował się za wyeliminowanie swojego rodaka, Micy Kolla z 1/16 finału, gdzie przegrał 2-0 (4-6, 4-6). Pozostali zawodnicy poodpadali w swoich pierwszych meczach: David Berry przegrał 2-0 (5-7, 4-6) z mieszkańcem Rodos, Nikolaosem Kontakisem (1/32 finału), a Warren Urquhart przegrał 2-0 (2-6, 2-6) z Björnem Carlnäsem z Gotlandii (1/32 finału).
| Tenisiści indywidualnie | Tenisiści indywidualnie | Tenisiści indywidualnie | Tenisiści indywidualnie | Tenisiści indywidualnie | Tenisiści indywidualnie | Tenisiści indywidualnie | Tenisiści indywidualnie | Tenisiści indywidualnie |
| Zawodnik                | 1/64                    | 1/32                    | 1/16                    | 1/8                     | 1/4                     | 1/2                     | Finał                   | Medal                   |
| ----------------------- | ----------------------- | ----------------------- | ----------------------- | ----------------------- | ----------------------- | ----------------------- | ----------------------- | ----------------------- |
| Carrol Reid             | –                       | 0-2                     | nie awansowała          | nie awansowała          | nie awansowała          | nie awansowała          | nie awansowała          |                         |
| Courtney Stafford       | 0-2                     | nie awansowała          | nie awansowała          | nie awansowała          | nie awansowała          | nie awansowała          | nie awansowała          |                         |
| Patricia Villarroel     | –                       | 0-2                     | nie awansowała          | nie awansowała          | nie awansowała          | nie awansowała          | nie awansowała          |                         |
| David Berry             | –                       | 0-2                     | nie awansował           | nie awansował           | nie awansował           | nie awansował           | nie awansował           |                         |
| Mica Koll               | –                       | 2-0                     | 0-2                     | nie awansował           | nie awansował           | nie awansował           | nie awansował           |                         |
| Eduardo Torres          | –                       | 2-0                     | 2-0                     | 2-0                     | 2-0                     | 2-1                     | 2-0                     |                         |

Również w deblach żeńska reprezentacja nie spisała się najlepiej. Carrol Reid i Courtney Stafford odpadły już w swoim pierwszym meczu (1/16 finału), przegrywając z angielską parą z wyspy Wight – Philippą Harrison oraz Annettą Pakenham-Walsh, 2-1 (6-4, 1-6, 6-10).
Męskie deble również nie odniosły wielkich sukcesów. Para David Berry i Warren Urquhart uległa w pierwszym meczu 1/16 finału mieszkańcom Wysp Alandzkich, Karlowi Berthénowi i Peterowi Forsströmowi 2-0 (2-6, 0-6). Druga para Mica Koll i Eduardo Torres zaszła nieco dalej, odpadając ostatecznie w ćwierćfinale, po przegranym 2-1 (4-6, 6-2, 6-10) meczu z Grekami z Rodos, Nikolaosem Kontakisem i Iasonem Marinakisem.
Ostatnim deblem reprezentującym Kajmany był debel mieszany – Jonathan Crossan i Patricia Villarroel, który przegrał 2-0 (3-6, 0-6) swój pierwszy mecz w 1/32 finału z parą z Guernsey, Chantelle Frith i Nico Robinsonem.
| Carrol Reid i Courtney Stafford        | –   | 1-2            | nie awansowały | nie awansowały | nie awansowały |  |
| David Berry i Warren Urquhart          | –   | 0-2            | nie awansowali | nie awansowali | nie awansowali |  |
| Mica Koll i Eduardo Torres             | –   | 2-0            | 1-2            | nie awansowali | nie awansowali |  |
| Jonathan Crossan i Patricia Villarroel | 0-2 | nie awansowali | nie awansowali | nie awansowali | nie awansowali |  |

Kajmany brały także udział w konkurencji drużynowej. Trzy panie uległy już w rundzie eliminacyjnej, pokonane przez zawodniczki z Saremy 0-2. Mężczyźni w tej konkurencji poradzili sobie znacznie lepiej. Dotarli do finału, gdzie ulegli graczom z Guernsey 2-0, i zdobyli srebrny medal.
| Kajmany (kobiety)   | 0-2 | nie awansowały | nie awansowały | nie awansowały |  |
| Kajmany (mężczyźni) | –   | 3-0            | 2-0            | 0-2            |  |